# Acumontia capitata
Acumontia capitata is een hooiwagen uit de familie Triaenonychidae. De wetenschappelijke naam van Acumontia capitata gaat  terug op Lawrence.